# Шорда, Андре
Андре Шорда (фр. André Chorda; 20 февраля 1938 года, Шарлеваль (Эр) — 18 июня 1998 года, Ницца) — французский футболист, защитник. Выступал за клубы «Ницца» и «Бордо», а также национальную сборную Франции.

## Клубная карьера
В профессиональном футболе дебютировал в 1957 году выступлениями за «Ниццу», в которой провёл пять сезонов, приняв участие в 133 матчах чемпионата. Большую часть времени, проведённого в составе «Ниццы», был основным игроком защиты команды.
Своей игрой за эту команду привлёк внимание представителей тренерского штаба клуба «Бордо», к составу которого присоединился в 1962 году. Сыграл за команду из Бордо следующие семь сезонов своей игровой карьеры. Играя в составе «Бордо» также выходил на поле в основном составе команды.
В 1969 году вернулся в «Ниццу», за который отыграл ещё 5 сезонов. Тренерским штабом нового клуба, также рассматривался, как игрок «основы». Завершил профессиональную карьеру футболиста выступлениями в 1974 году.
Скончался 18 июня 1998 года на 61-м году жизни в городе Ницца.

## Карьера за сборную
В 1960 году дебютировал за сборную Франции. На протяжении карьеры в национальной команде, которая длилась 6 лет, провёл в форме главной команды страны 24 матча.
В составе сборной был участником чемпионата мира 1966 в Англии.